# Metro-Cammell
Metro-Cammell, auch bekannt als Metropolitan Cammell Carriage and Wagon Company (MCCW), war ein englischer Hersteller von Eisenbahnwaggons und Lokomotiven mit Sitz in Satlex und später in Washwood Heath in Birmingham. Das Unternehmen wurde im Mai 1989 von GEC Alsthom gekauft und beendete die Produktion im Jahr 2005. 
Das Unternehmen produzierte zahlreiche Fahrzeuge für bedeutende Projekte, wie zum Beispiel die Züge der Hongkonger Mass Transit Railway, der East Railway Line oder für den Eurotunnel. Der Großteil der Fahrzeuge der London Underground, die um 1950 produziert wurden, sind ebenfalls Metro-Cammel zuzuschreiben.

## Geschichte

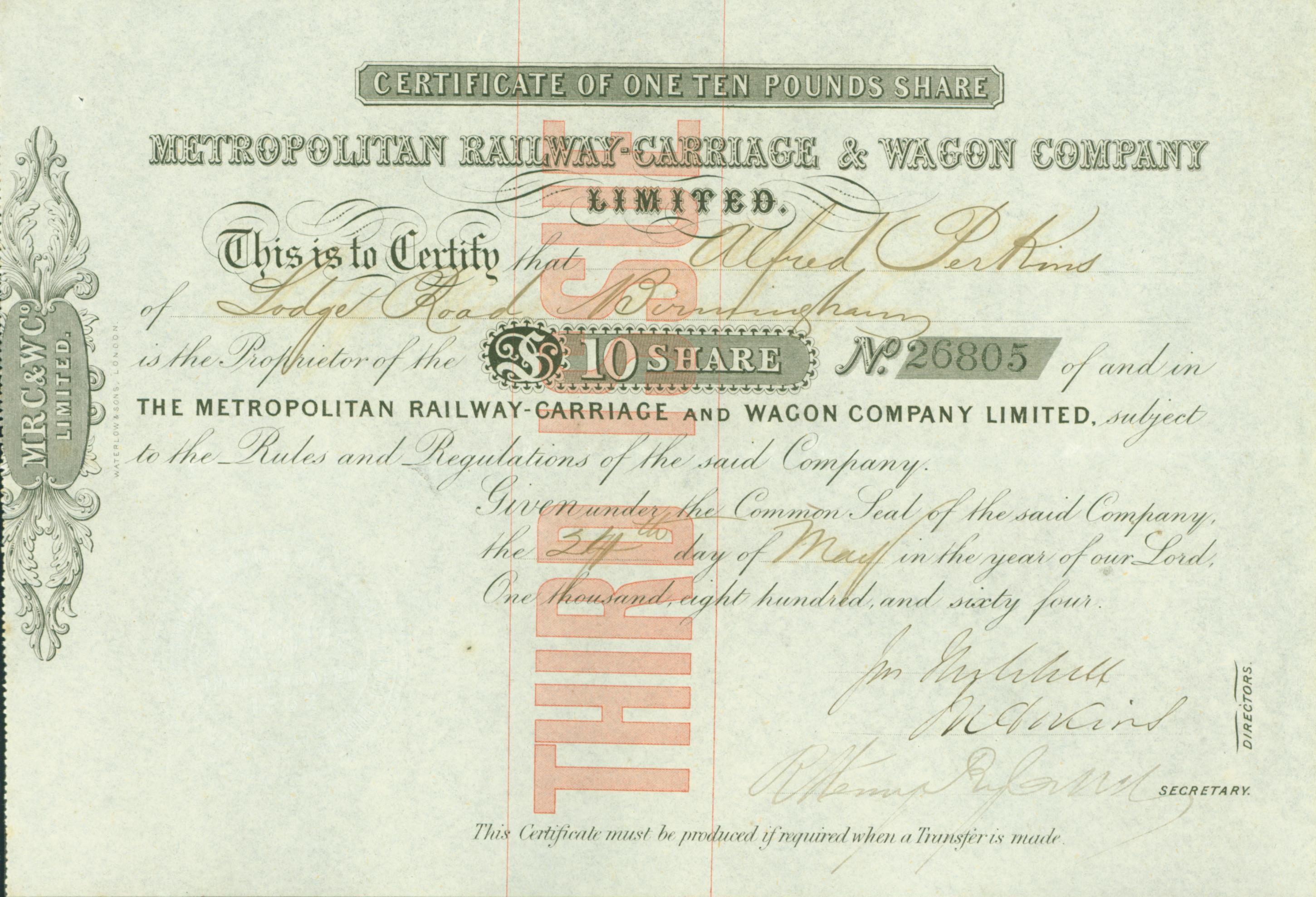
Aktie der Metropolitan Railway-Carriage & Wagon Company Ltd. vom 24. Mai 1864

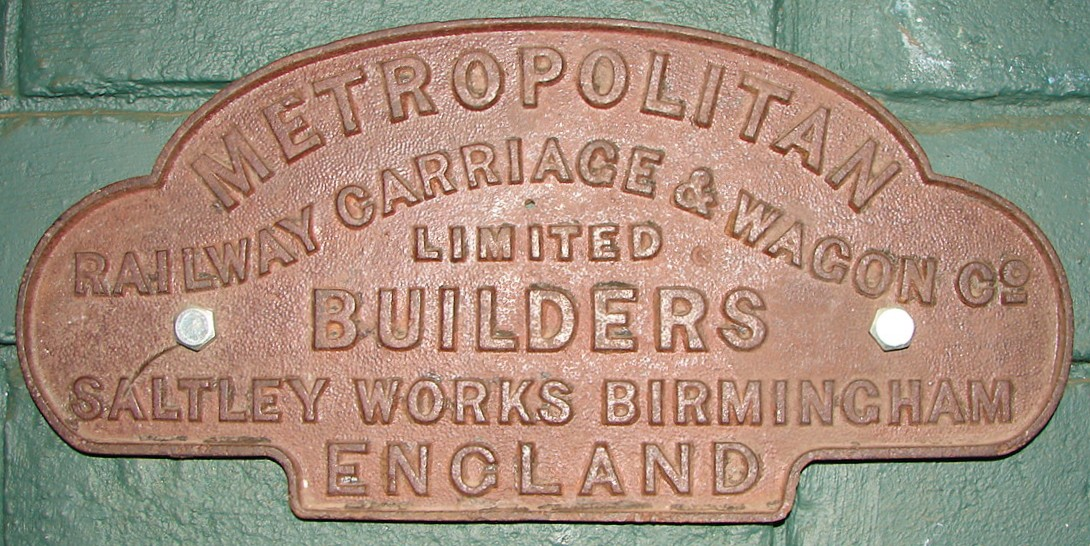
Fabrikschild

1863 wurde die „Metropolitan Railway Carriage and Wagon Company Ltd of London“ gegründet. Joseph Wright produzierte die Fahrzeuge anfangs noch in London, zog dann aber mit der Produktion nach Birmingham. 
1902 fusionierten die Firmen Ashbury Railway Carriage and Iron Company, Brown, Marshalls and Co., Lancaster Railway Carriage and Wagon Company, Metropolitan Railway Carriage and Wagon Company, Oldbury Railway Carriage and Wagon Company und Willingsworth Iron Company und wurden zur Metropolitan Amalgamated Railway Carriage and Wagon Company Ltd.
1929 wurde der Schienenfahrzeugbau der auf Schiffe spezialisierten Cammell, Laird & Company, die 1919 die Midland Railway Carriage and Wagon Company und 1923 die Wagenbauanstalt Leeds Forge Company übernommen hatte, als Metropolitan-Cammell Carriage and Wagon Company Ltd, kurz MCCW, ausgelagert.
Die neu gegründete Firma wurde während des Ersten Weltkrieges dazu beauftragt, Panzer für die British Army herzustellen. So produzierte sie alle 1100 des hochentwickelten Mark V Panzers.
1932 wurde die Metro Cammell Weymann gegründet, um die bis dahin aufgebaute Busproduktion auszulagern.
Auch im Zweiten Weltkrieg war die MCCW im Panzerbau tätig.

## Die Schließung durch Alstom
Im Mai 1989 wurde die Firma an GEC Alstom verkauft. Die letzten Fahrzeuge, Class 390 "Pendolino", wurden im Jahr 2005 für die Modernisierung der West Coast Main Line hergestellt. Die Werke in Birmingham wurden danach geschlossen.

## Fahrzeuge

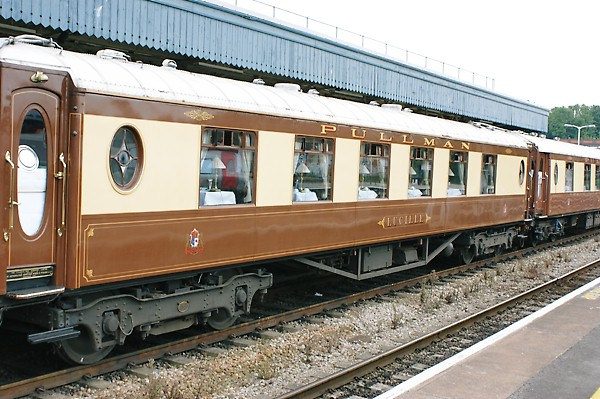
Pullmanwagen, 1928

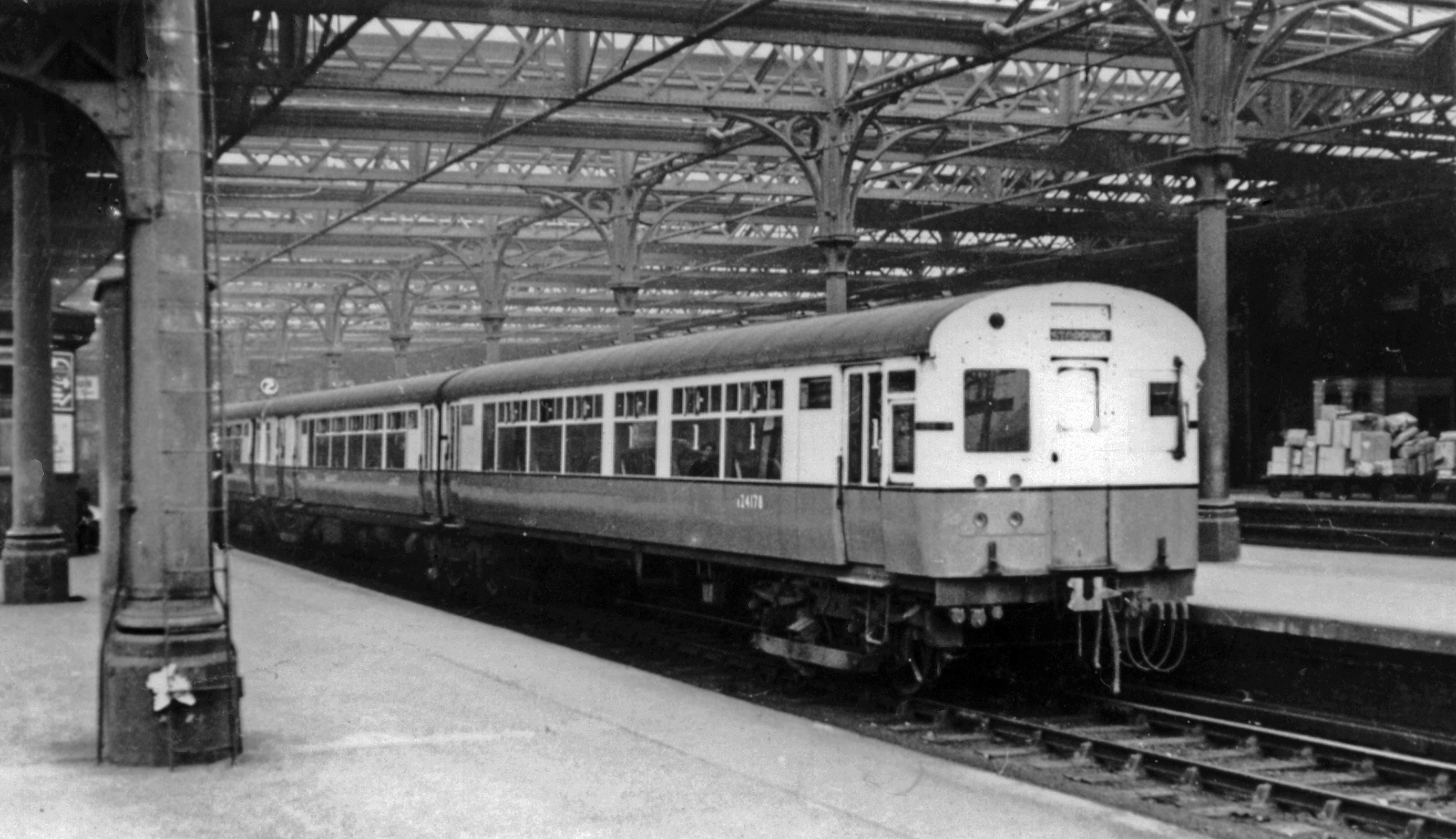
LNER Tyneside electric units ab 1937

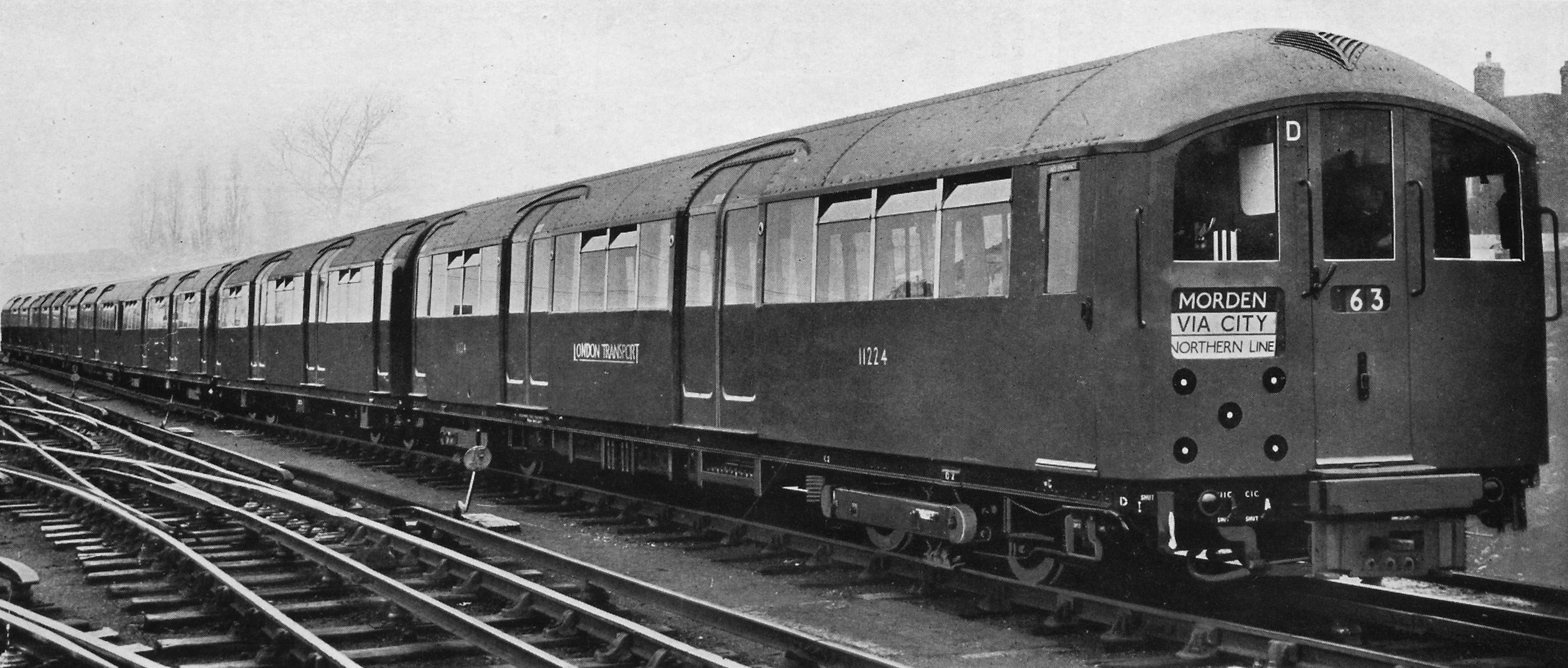
1938 Stock der London Underground

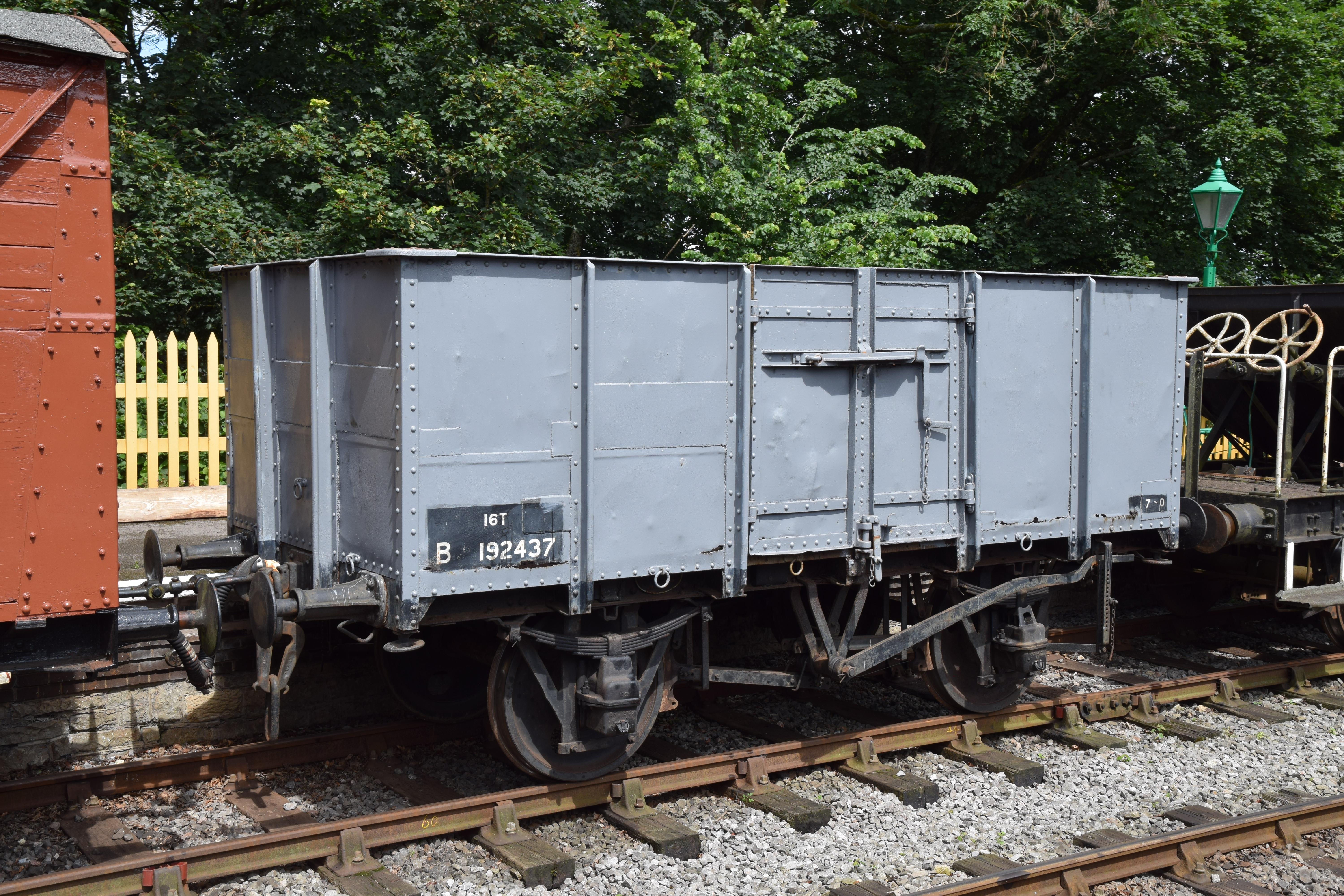
Offene Güterwagen der SNCF Baureihe T, 1946

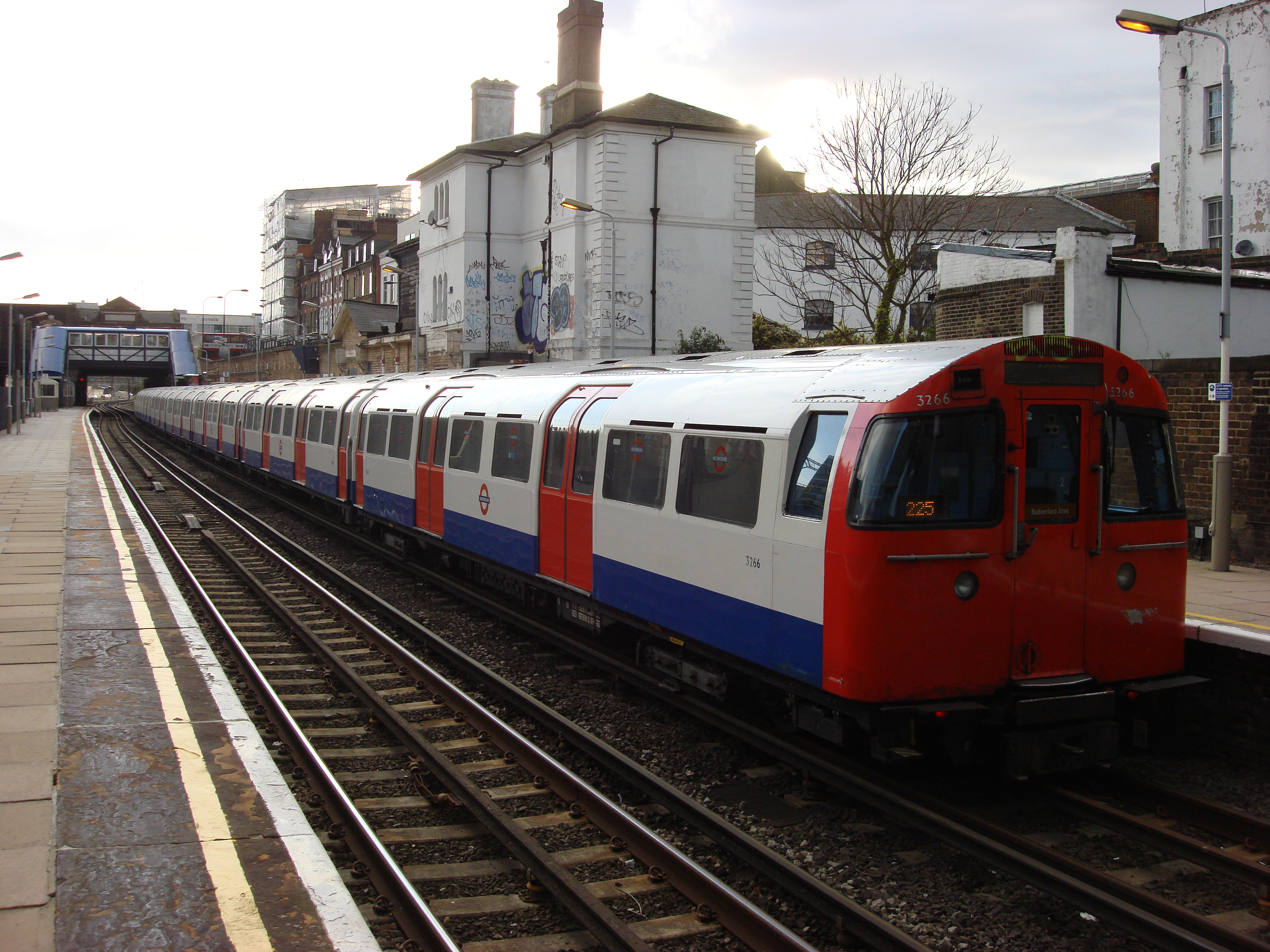
1972 Stock der London Underground

### Vollbahn
- Southern Railway Brighton Belle (elektrische Triebzüge)
- Southern Railway Crystal Palace (elektrische Triebzüge)
- Southern Railway Coulsdon North & Sutton stock (elektrische Triebzüge)
- LNER Tyneside electric units
- LNER Shenfield line electric units (Fahrmotoren und Zwischenwagen)
- LNER Glossop line electric units (Fahrmotoren und Zwischenwagen)
- The Blue Pullman
- Metro-Cammell Lightweight Heritage Dieselfahrzeug
- British Rail Class 101 Heritage Dieseltriebwagen
- British Rail Class 111 Heritage Dieseltriebwagen
- British Rail Class 151 Dieseltriebwagen
- British Rail Class 156 Super Sprinter Dieseltriebwagen
- British Rail Class 175 Coradia Dieseltriebwagen
- British Rail Class 180 Adelante Dieseltriebwagen
- British Rail Class 334 Juniper Elektrotriebwagen
- British Rail Class 373 TGV Elektrotriebwagen für Eurostar
- British Rail Class 390 Pendolino Elektrotriebwagen
- British Rail Class 458 Juniper Elektrotriebwagen
- British Rail Class 460 Juniper Elektrotriebwagen
- British Rail Class 465/2 Networker Elektrotriebwagen
- British Rail Class 466 Networker Elektrotriebwagen
- British Rail Class 483 Elektrotriebwagen (ursprünglich hergestellt als London Underground 1938 Stock)
- British Rail Class 503 Elektrotriebwagen
- British Rail-Reisezugwagen Mark 4
- Arlanda Express (X3) Elektrotriebwagen
- Via Rail Renaissance Fleet

### U-Bahn Systeme

#### London Underground
- London Underground Standard Stock (Bakerloo, Central, Piccadilly, Northern line)
- London Underground 1935 Stock (Central line)
- London Underground 1938 Stock (Northern, Bakerloo, Piccadilly, East London und Central line)
- London Underground R49 & R59 Stock (District line)
- London Underground 1959 Stock (Piccadilly line, dann Bakerloo und Northern line)
- London Underground 1962 Tube Stock (Central line)
- London Underground 1967 Tube Stock (Victoria line)
- London Underground C69 Tube Stock (Circle, District und Hammersmith & City line)
- London Underground 1972 Tube Stock (Bakerloo line)
- London Underground 1973 Tube Stock (Piccadilly line)
- London Underground D78 Tube Stock (District line)
- London Underground 1983 Tube Stock (Jubilee line)
- London Underground 1986 Tube Stock (Prototyp für die Central line)
- London Underground 1995 Tube Stock (Northern line)
- London Underground 1996 Tube Stock (Jubilee line)
- Akkulokomotiven für London Underground

#### Andere Systeme

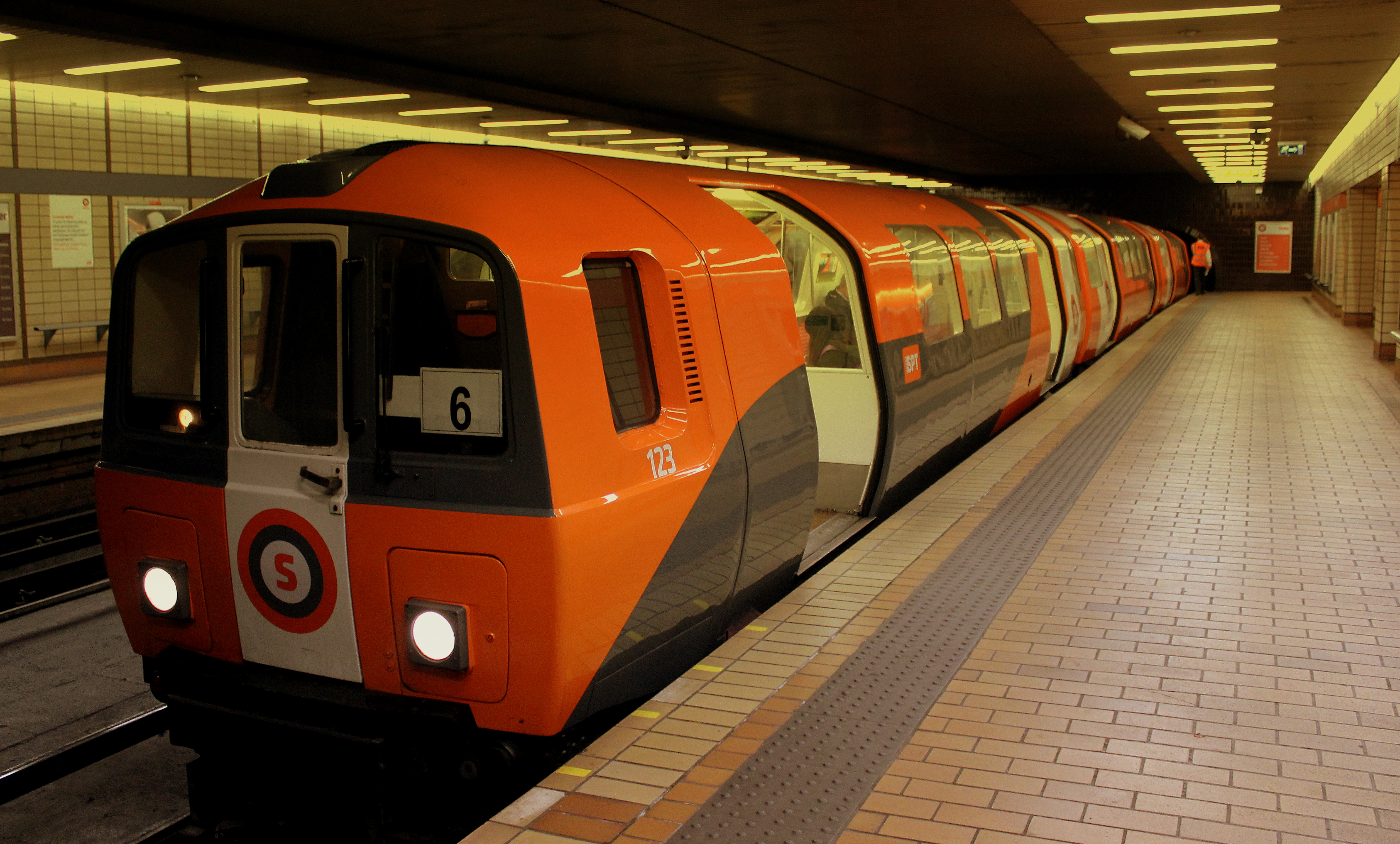
Wagen der Glasgow Subway

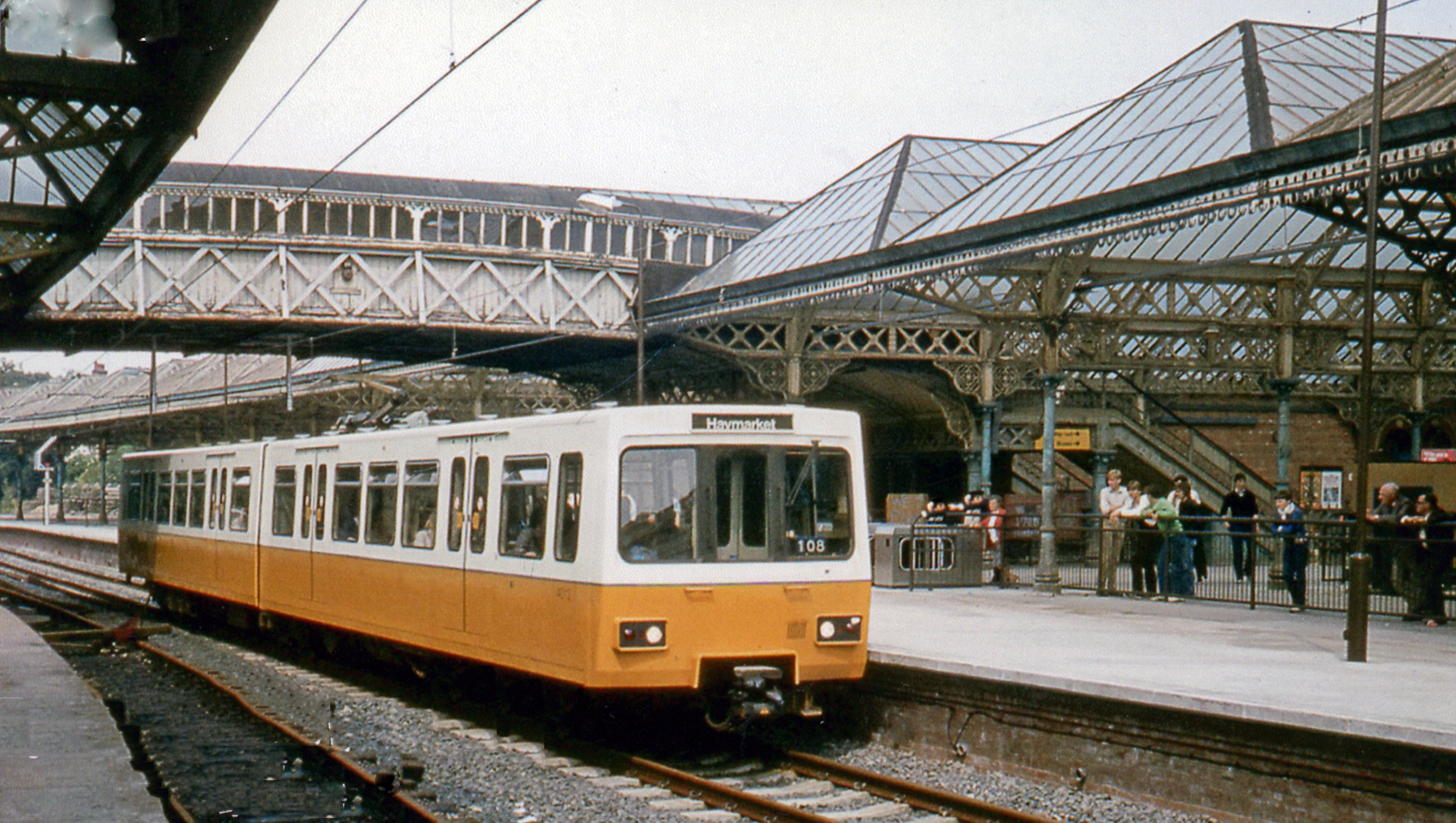
Stadtbahnwagen der Tyne & Wear Metro

- Glasgow Subway, Züge der zweiten Generation (Glasgow Subway, Scotland)
- Tyne and Wear Metro, 90 zweiteilige Gelenkwagen (Tyne and Wear Metro, England)
- MTR Metro Cammell EMU (AC) (East Rail Line, Hong Kong – früher von der Kowloon-Canton Railway (KCR) betrieben)
- MTR Metro Cammell EMU (DC) (Kwun Tong Line, Tsuen Wan Line, Island Line, Tseung Kwan O Line, Disneyland Resort Line, Hong Kong – betrieben von MTR)
- Birmingham Maglev (Birmingham International Airport – 3 Wagen gebaut, in Betrieb 1984–1995)